# Shō Eki
Shō Eki (尚益 (Thượng Ích)  7 tháng 12, 1678－16 tháng 8, 1712) là vị vua đời thứ 12 của nhà Shō II tại vương quốc Lưu Cầu. Ông tại vị từ năm 1710 đến năm 1712. Ông là con trai của thế tử Shō Jun và là chi tôn của người tiền vị là vua Shō Tei. Tương truyền ông bị sứt môi. Ông nội là vua Shō Tei đã cho thầy thuốc Ngụy Sĩ Triết từng tu học y thuật tại Trung Quốc làm phẫu thuật sứt môi hở hàm ếch.

## Gia tộc
- Cha: Shō Jun
- Mẹ: đồng danh là Tư Hộ Kim, hiệu là Nghĩa Vân.
- Phi: hiệu Không Hoành,
- Phu nhân: đồng danh Chân Ngưu Kim.
- Thê thiếp: hiệu Từ Vân & đồng danh Chân Duẫn Kim
- Trưởng tử: Shō Kei
- Thứ tử: Thượng Triệt